# Las Vegas Lights Football Club
Las Vegas Lights Football Club es un equipo de expansión de la USL Championship con sede en Las Vegas, Nevada, que comenzó a jugar en 2018. El equipo juega sus partidos como local en Cashman Field. El nombre del equipo fue seleccionado por una encuesta de usuario de una lista de seis candidatos. Seis finalistas para el nombre del equipo fueron elegidos a través de una encuesta.

## Historia
El primer equipo de fútbol profesional con sede en Las Vegas fue el Las Vegas Quicksilver de la North American Soccer League, que se mudó de San Diego después de la temporada de 1976. El equipo jugó en el estadio de Las Vegas y tuvo una asistencia promedio de 7,092 durante la temporada de 1977, pero se mudó a San Diego al año siguiente. Las gaviotas de Las Vegas de la American Soccer League jugaron brevemente en el estadio de Las Vegas en 1979, pero fueron eliminadas por la liga después de su primera temporada debido a problemas financieros. La ciudad también fue sede del sorteo de la Copa Mundial de la FIFA 1994 en diciembre de 1993 y lo que sucedió varias veces para una franquicia de la Major League Soccer (MLS), pero lo que sucedió en la liga.[cita requerida]
Real Madrid y Santos Laguna lograron una asistencia récord estatal de 29,152 espectadores durante un partido de World Football Challenge entre ambos equipos. La oferta de expansión de MLS se lanzó en 2014, dirigida por Findlay Sports and Entertainment y Cordish Company, y propuso un estadio con capacidad para 24,000 personas en el Downtown Las Vegas Symphony Park. MLS en febrero de 2015, poniendo fin a los planes para el estadio del centro financiado con fondos públicos. A pesar de un intento de recuperación, la ciudad se negó a presentar una propuesta a tiempo para la fecha límite de la liga para las ofertas de expansión en febrero de 2017.[cita requerida]
En abril de 2017, Brett Lashbrook presentó una propuesta formal al Gerente de la Ciudad de Las Vegas para utilizar Cashman Field como sede de un equipo de expansión de la USL que comenzaría a jugar en 2018. El Ayuntamiento de Las Vegas aprobó el contrato de arrendamiento de Cashman Field en julio, y la USL comenzó a planificar un anuncio formal a mediados de agosto. El 11 de agosto de 2017, Las Vegas se anunció formalmente como un equipo de expansión de la USL que se uniría a la liga en 2018. El equipo reveló su nombre oficial, Las Vegas Lights FC, el 29 de agosto y su cresta oficial a fines de octubre.[cita requerida]

## Uniforme

### Uniformes actuales
- Uniforme titular: Camiseta, pantalón y medias negras.
- Uniforme alternativo: Camiseta blanca, pantalón y medias azules.

| Primer Uniforme | Segundo Uniforme | Tercer Uniforme | Especial #DonateLife |

### Indumentaria y patrocinador
| Período         | Proveedor |
| --------------- | --------- |
| 2018 – Presente | BLK       |

| Período         | Patrocinador |
| --------------- | ------------ |
| 2018 – Presente | Zappos       |

## Jugadores

### Máximos participantes
Actualizado el 25 de agosto de 2023.
| Pos. | Jugador           | Alineaciones | Temporadas  |
| ---- | ----------------- | ------------ | ----------- |
| 1°   | Frank Daroma      | 65           | 2021 - 22   |
| 2°   | Christian Torres  | 56           | 2018 - 19   |
| 3°   | Tabort Preston    | 56           | 2019 / 2023 |
| 4°   | Mohamed Traoré    | 53           | 2021 - 22   |
| 5°   | Danny Crisostomo  | 50           | 2021 - 22   |
| 6°   | Álvaro Quezada    | 48           | 2021 - 22   |
| 7°   | Javan Torre       | 46           | 2019 - 20   |
| 8°   | Cal Jennings      | 45           | 2021 - 22   |
| 9°   | Samuel Ochoa      | 45           | 2018 - 19   |
| 10°  | Danny Trejo       | 45           | 2021 - 22   |
| 11°  | Roberto Molina    | 45           | 2021 - 22   |
| 12°  | Christian Torres  | 45           | 2021 - 22   |
| 13°  | Tony Leone        | 43           | 2021 - 22   |
| 14°  | Thomas Olsen      | 42           | 2018 - 20   |
| 15°  | Christopher Jaime | 42           | 2021 - 22   |
| 16°  | Mobi Fehr         | 41           | 2019 - 20   |
| 17°  | Júnior Sandoval   | 36           | 2019 - 20   |
| 18°  | Gabriel Robinson  | 35           | 2019 - 20   |
| 19°  | Daigo Kobayashi   | 34           | 2018        |

### Máximos goleadores
Actualizado el 25 de agosto de 2023.
| Pos. | Jugador         | Goles | Temporadas  |
| ---- | --------------- | ----- | ----------- |
| 1°   | Cal Jennings    | 21    | 2021 - 22   |
| 2°   | Irvin Parra     | 15    | 2019        |
| 3°   | Danny Trejo     | 14    | 2021 - 23   |
| 4°   | Samuel Ochoa    | 13    | 2018 - 19   |
| 5°   | Tabort Preston  | 13    | 2019 / 2023 |
| 6°   | Raúl Mendiola   | 12    | 2018 - 20   |
| 7°   | Carlos Álvarez  | 8     | 2018        |
| 8°   | Júnior Sandoval | 6     | 2019 - 20   |
| 9°   | Danny Musovski  | 5     | 2021 - 22   |
| 10°  | Joel Huiqui     | 5     | 2018 - 2019 |

- Primer partido: Fresno F. C. 2–3 Las Vegas Lights F. C. (17 de marzo de 2018 - USL 2018)
- Primer gol de la historia:  Mattew Thomas al minuto 1, Fresno F. C. vs. Las Vegas Lights F. C. (17 de marzo de 2018)
- Mayor goleada a favor:

Las Vegas Lights F. C. 4–1 Colorado Springs (3 de junio de 2018)
- Mayor goleada en contra:

LA Galaxy II 7-2  Las Vegas Lights F. C. (26 de mayo de 2018)